# Волфдитрих Шнуре
Волфдитрих Шнуре (на немски: Wolfdietrich Schnurre) е германски поет, белетрист, драматург и детски писател, роден във Франкфурт на Майн.
Широка известност му донася неговият принос за създаването на „Група 47“, литературно сдружение в Германия на писатели и критици, творили след Втората световна война.

## Живот
Волфдитрих Шнуре прекарва първите години от живота си във Франкфурт на Майн. През 1928 г. заедно с баща си – библиотекар и известен орнитолог – се преселва в Берлин. Там постъпва в социалистическо основно училище, а през 1935 г. в хуманитарна гимназия. От 1939 до 1945 г. участва като войник във Втората световна война. След края на войната се завръща от Вестфалия, където е избягал през април 1945 г. Отначало живее в Източен Берлин като наемен редактор в издателство. Когато съветските окупационни органи по културата му забраняват да публикува в западни списания, Шнуре се преселва в Западен Берлин. През следващите години работи като театрален и кинокритик в различни берлински вестници.
След 1950 г. е писател на свободна практика. Участва в литературното движение „литература на развалините“. През 1947 г. Волфдитрих Шнуре е съосновател на „Група 47“ и член на ПЕН клуба на ФРГ, а през 1964 г. го напуска в знак на протест срещу мълчанието при издигането на Берлинската стена. През 1964 г. Шнуре се разболява тежко от полиневрит.
През 1965 г. съпругата на писателя се самоубива. През 1966 г. Волфдитрих Шнуре се жени наново и осиновява едно малко момче. През последните години от живота си Шнуре живее в комуна край Кил. След 2010 г. гробът му в берлинския квартал Целендорф е обявен за почетен гроб.

## Творчество
Волфдитрих Шнуре е значителен белетрист и лирик в западногерманската следвоенна литература. Наред с многобройни разкази той пише романи, приказки, дневници, стихотворения, радиопиеси, а след средата на 60-те години и книги за деца, които отчасти сам илюстрира. Много известен става циганският му разказ „Йеньо беше мой приятел“ от 1958 г. С него Шнуре нарушава общественото табу, което съществува в Западна Германия чак до 60-те години във връзка с циганския геноцид по времето на националсоциализма. Този разказ писателят също илюстрира сам.
От 1959 г. Волфдитрих Шнуре е член на „Немската академия за език и литература“ в Дармщат.
Краткият му разказ „Погребението“ (1946) е първият текст, четен при срещата на „Група 47“ през септември 1947 г. край Банвалдзе, Бавария.

## Награди и отличия
- 1958: Награда „Младо поколение“ на град Берлин
- 1958: „Награда Имерман“
- 1962: „Награда Георг Макензен“
- 1981: „Федерален орден за заслуги“
- 1982: „Награда Хайнрих Бьол“ на град Кьолн
- 1983: „Награда Георг Бюхнер“
- 1989: Културната награда на град Кил